# Psychomyiellodes novus
Psychomyiellodes novus är en nattsländeart som beskrevs av G. Marlier 1965. Psychomyiellodes novus ingår i släktet Psychomyiellodes och familjen trattnattsländor. Inga underarter finns listade i Catalogue of Life.